# Comité des travaux historiques et scientifiques
Das Comité des travaux historiques et scientifiques (CTHS) („Ausschuss für historische und wissenschaftliche Arbeiten“) ist eine 1834 gegründete, französische Forschungsinstitution, die ein Netzwerk von mehr als 3.000 gelehrten Gesellschaften Frankreichs koordiniert und verbindet. Unter den rund 700.000 Mitgliedern der hiervon profitierenden Gesellschaften befinden sich gleichermaßen Wissenschaftler renommierter Einrichtungen, lokale Forschergruppen und Nachwuchswissenschaftler. Das Comité hat 255 ordentliche Mitglieder aus dem In- und Ausland, die seinen neun Sektionen zugeordnet sind. Neben dem Präsidium unterstützen zwei Abteilungen die Arbeit des Comité: die eine für die Auswahl der zu veröffentlichenden Arbeiten, die andere für die Organisation der Kongresse, die vom Comité ausgerichtet werden. Das Komitee ist der École nationale des chartes angegliedert.

## Hintergrund und Geschichte
François Guizot, damals Minister für öffentlichen Unterricht, gründete am 18. Juli 1834 per Ministerialdekret ein Komitee, das der Forschung und Veröffentlichung unpublizierter Dokumente gewidmet war (Documents inédits relatifs à l’histoire de France). Dem Komitee gehörten zunächst Abel-François Villemain, Pierre-Claude Daunou, Joseph Naudet (1786–1878; französischer Historiker und Direktor der Bibliothèque Mazarine), Benjamin Guérard (1797–1854, französischer Verleger und Historiker), François-Auguste Mignet, Jacques-Joseph Champollion, Claude Fauriel, Ludovic Vitet, Jules Desnoyers, Adolphe Granier de Cassagnac. Als Sekretär wurde Gustave Fallot bestimmt.
Hintergrund war der Umstand, dass infolge der Französischen Revolution die gelehrten Gesellschaften Frankreichs zerschlagen worden waren, die sich nun nach dem Vorbild englischer Gesellschaften neu organisierten. François Guizot, der bereits ein Jahr zuvor die Société de l’histoire de France als private Vereinigung gegründet hatte, sah es als Aufgabe des Staates an, die Forschung, die Veröffentlichung von Texten, die Wahrung des architektonischen Erbes durch Bereitstellung entsprechender Mittel und Koordination der Aktivitäten zu fördern.
Bereits im Jahr 1835 rief Guizot ein weiteres Komitee zusammen, das der Erforschung und Veröffentlichung unpublizierter Werke der Literatur, Philosophie, Wissenschaften und Künste, sofern sie von nationalem Belang waren, dienen sollte. Ihm gehörte unter anderem Victor Hugo an. Narcisse-Achille de Salvandy, Nachfolger von Guizot im Amt des Bildungsministers, vereinigte nun beide Einrichtungen und richtete fünf Abteilungen ein, die sich unterschiedlichen Bereichen der zu fördernden Forschungen widmeten, etwa Sprache und Literatur, Geschichte, Chroniken, Urkunden und Regesten oder Kunst und Monumenten.
Die Einteilung der Abteilungen änderten sich im Laufe der Zeit ebenso wie der Name des Comité immer wieder. So benannte Gustave Rouland, Bildungsminister nach der Februarrevolution, im Jahr 1858 die Einrichtung in Comité des travaux historiques et des sociétés savantes um. Unter seiner Amtszeit wurde 1861 auch ein Kongress durchgeführt, der 500 Vertreter gelehrter Gesellschaften vereinigte und bei dem 82 Forschungsprojekte mit ihren Ergebnissen vorgestellt wurden.
Nachdem das Komitee 1875 der Direktion für Hochschulbildung (direction de l’enseignement supérieur) unterstellt wurde, erhielt es am 5. März 1881 seinen heutigen Namen: Comité des travaux historiques et scientifiques.

## Struktur und Mitglieder
Seit dem 9. Februar 2000 ist das CTHS in folgende neun Sektionen gegliedert:
- Préhistoire et protohistoire – Vor- und Frühgeschichte
- Histoire et archéologie des civilisations antiques – Geschichte und Archäologie der Antike
- Histoire et philologie des civilisations médiévales – Geschichte und Philologie des Mittelalters
- Archéologie et histoire de l’art des civilisations médiévales et modernes – Archäologie und Kunstgeschichte des Mittelalters und der Moderne
- Histoire du monde moderne, de la Révolution française et des révolutions – Geschichte der modernen Welt, der Französischen Revolution und der Revolutionen
- Histoire contemporaine et du temps présent – Zeitgeschichte und Gegenwart
- Anthropologie sociale, ethnologie et langues régionales – Sozialanthropologie, Ethnologie und Regionalsprachen
- Sciences, histoire des sciences et des techniques et archéologie industrielle – Wissenschaft, Wissenschafts- und Technikgeschichte sowie Industriearchäologie
- Sciences géographiques et environnement – Geowissenschaften und Umwelt

Das der École nationale des chartes als Institut angeschlossene Komitee besitzt 255 ordentliche Mitglieder aus dem In- und Ausland, die als anerkannte Forscher lokalen oder nationalen gelehrten Fachgesellschaften sowie renommierten wissenschaftlichen Institutionen angehören. Der Präsident, im Jahr 2019 etwa der Mediävist Bruno Laurioux, wird für drei Jahre gewählt und leitet die Zentralkommission, die aus Vertretern der einzelnen Sektionen zusammengesetzt ist. Der Präsident wird von einem Generaldelegierten in seiner Arbeit unterstützt. Zudem verantworten zwei Kommissionen die Publikationstätigkeiten und die jährlich stattfindenden Kongresse des Komitees.

## Auftrag
Auftrag des CTHS ist es, Aktivitäten historischer und wissenschaftlicher Vereinigungen und Gesellschaften zu fördern, deren Forschungen zu koordinieren und den Austausch zwischen den Vereinigungen zu erleichtern. Es vereinigt Wissenschaftler, Denkmalpfleger, Bibliothekare und Archivare sowie lokale Wissenschaftler und Heimatforscher.
Das CTHS richtet jährlich einen Kongress für annähernd 1000 Teilnehmer aus den verschiedenen, in den Sektionen vertretenen Disziplinen aus. Der hierdurch gewährleistete Austausch hinsichtlich Methodik, Erfahrungen und Ansichten soll die Forschung der unterstützten Gesellschaften vorantreiben und die Qualität der Forschungsergebnisse erhöhen.
Außerdem organisiert das Komitee die Aus- und Weiterbildung der für wissenschaftliche und administrative Belange verantwortlichen Mitglieder in den gelehrten Gesellschaften. Seit 2017 ist es in der Lage, wissenschaftliche Projekte durch finanzielle Zuwendungen auszuzeichnen. Derart gefördert werden Projekte, die in Zusammenarbeit mit der École nationale des chartes und der Académie des sciences morales et politiques durchgeführt werden.

## Forschungen und Publikationen
Seit seinen Anfängen und mit dem ursprünglichen Auftrag verbunden gibt das CTHS wissenschaftliche Publikationen und Quelleneditionen heraus. Hinzu kommen Bulletins, in denen die Ergebnisse der unterschiedlichen Sektionen veröffentlicht werden, so etwa das Bulletin philologique et historique oder das Bulletin archéologique. Damit zählt das CTHS zu den ältesten Wissenschaftsverlagen. Insgesamt wurden bislang über 1500 Titel als Éditions du Comité des travaux historiques et scientifiques herausgegeben. Jährlich kommen rund 20 neue Publikationen hinzu.
Zu den wichtigsten Werken, die in der Frühzeit des Komitees herausgegeben wurden, zählen etwa Brunetto Latinis Enzyklopädie Li livres dou Trésor („Schatzbücher“), das Gesamtwerk René Descartes’ und Pierre de Fermats. Daneben wurden als große, vielbändige Werke ins Leben gerufen: das Dictionnaire géographique de la France, das später unter dem Namen Dictionnaire topographique fortgeführt wurde, und das Répertoire archéologique. Auch internationale Forschungsthemen wurden berücksichtigt. So wurde als Ergebnis der vom Komitee unternommenen Mexiko-Expeditionen ein Wörterbuch der Nahuatl-Sprache und die Beschreibung der Ruinen von Palenque veröffentlicht.